# Tunmat
Tunmat is een bestuurslaag in het regentschap Belu van de provincie Oost-Nusa Tenggara, Indonesië. Tunmat telt 1125 inwoners (volkstelling 2010).